# Thismia goodii
Thismia goodii là một loài thực vật có hoa trong họ Burmanniaceae. Loài này được Kiew miêu tả khoa học đầu tiên năm 1999.